# Conserve
Pour les articles homonymes, voir Conserve (homonymie).

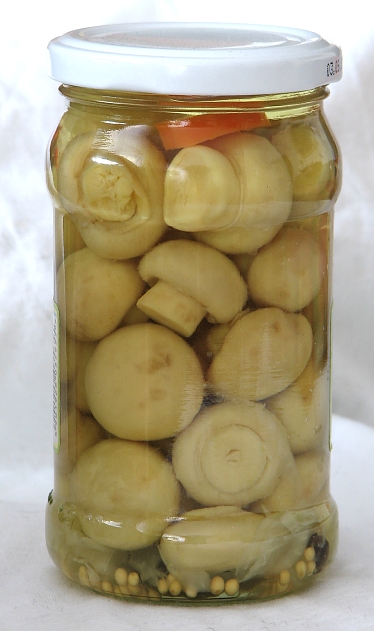
Bocal de champignons marinés.

Le mot conserve désigne, dans le domaine de l'alimentation, à la fois l'action de conserver un aliment (« mettre en conserve ») et l'état de ce qui est conservé (ex. : légume « en conserve »). La mise en conserve (appelée appertisation) est une méthode de préservation des aliments qui consiste à les mettre dans des récipients rendus étanches à l'air puis chauffés pour détruire les micro-organismes pathogènes. En raison des risques d'intoxication alimentaire, une des meilleures façon de mettre en conserve la plupart des aliments reste de les soumettre à une température élevée (généralement de 110 à 120 °C) pendant le temps nécessaire à la destruction ou l'inactivation des micro-organismes. Les qualités organoleptiques des aliments sont altérées lors de l'appertisation. C'est la conséquence du traitement thermique qui dénature certaines molécules, sans risques pour la santé.

## Historique
La conserve apparaît très tôt dans l'histoire de l'humanité, par la nécessité que l'homme a connue d'assurer sa subsistance pour pallier la disette ou la famine. Elle concerne autant les viandes que les poissons, les légumes, les fruits et les laitages.
En fonction des régions, la première méthode de conservation des aliments fut le séchage ou la congélation. Par la suite, la salaison et le saumurage, le fumage, le bain dans la graisse, l'huile ou le miel et le sucre, la surgélation, l'ionisation, etc., constituent d'autres procédés.
Pendant des siècles, la conserve a relevé de l'artisanat, que ce soit au foyer familial ou dans les conserveries. Depuis le XIXe siècle, elle dépend davantage de l'industrie agroalimentaire.

## Conserve appertisée

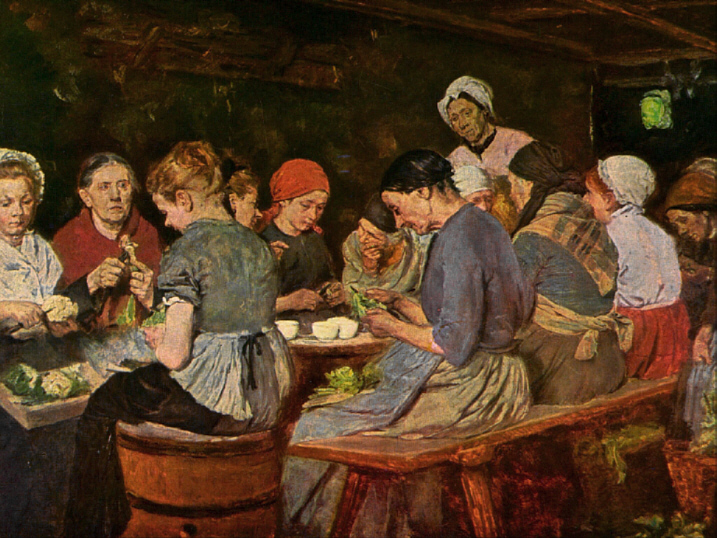
Femmes travaillant dans une fabrique de conserves (peinture de Max Liebermann, 1879)

La conserve appertisée fut inventée en 1795 par le confiseur français Nicolas Appert (1749-1841). Celui-ci utilisait des récipients en verre, type bouteille de champagne à goulot élargi. Le procédé connut un succès modéré et fut mis en pratique progressivement dans d’autres pays européens, puis en Amérique, après la publication, en 1810, par Nicolas Appert, de sa découverte, pour laquelle il n'avait pas souhaité déposer de brevet car il préférait soulager les populations.
Appliquant la méthode d’Appert, Pierre Durand fit breveter, en août 1810, en Angleterre son procédé utilisant divers récipients, dont les boîtes en fer-blanc, un acier laminé et étamé.
Plusieurs inventions et améliorations suivirent et, dans les années 1860, la durée de mise en œuvre du procédé fut considérablement réduite, permettant sa diffusion à grande échelle. Au XIXe siècle, la plus vieille conserverie au monde, la Conserverie Chancerelle (Connétable), se trouve à Douarnenez.

### Appertisation

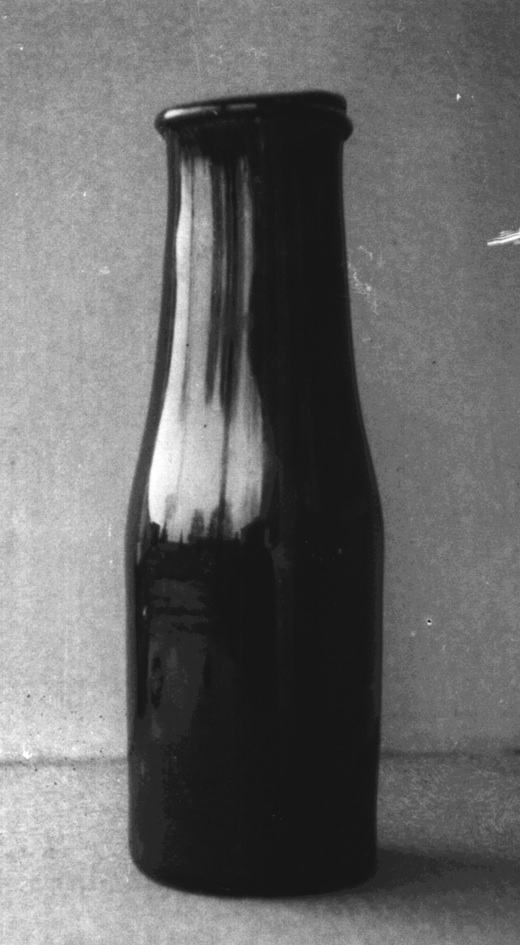
Bouteille à conserve Appert.

La mise en conserve, ou appertisation (du nom de son inventeur Nicolas Appert, qui met au point en 1795 un procédé de conservation en stérilisant dans des bouteilles étanches), est une méthode de préservation des aliments qui consiste à les mettre dans des récipients rendus étanches à l’air, puis chauffés pour détruire les micro-organismes pathogènes. À cause des risques d'intoxication alimentaire, une des meilleures façons de mettre en conserve la plupart des aliments est de les soumettre à une température élevée (généralement de 110  à   120 °C) pendant le temps nécessaire à la destruction ou l’inactivation des germes. Les aliments mis en conserve, en les soumettant à de hautes températures, sont les légumes, la viande, les fruits de mer, la volaille et les produits laitiers. Les seuls aliments qui peuvent être mis en conserve sans subir de traitement thermique élevé sont ceux qui sont naturellement acides comme les fruits ou ceux auxquels un acide doux (acide citrique par exemple) est soigneusement dosé et mélangé[réf. nécessaire].
Les qualités organoleptiques des aliments sont altérées lors de l’appertisation du fait du traitement thermique qui dénature certaines molécules.
Les conserves appertisées se font dans n'importe quel contenant, pourvu que celui-ci soit parfaitement étanche et qu'il puisse subir le traitement thermique adéquat à la destruction ou l'inhibition totale des micro-organismes, toxines ou enzymes dont la multiplication altère l'aliment conservé.

### Type de récipients

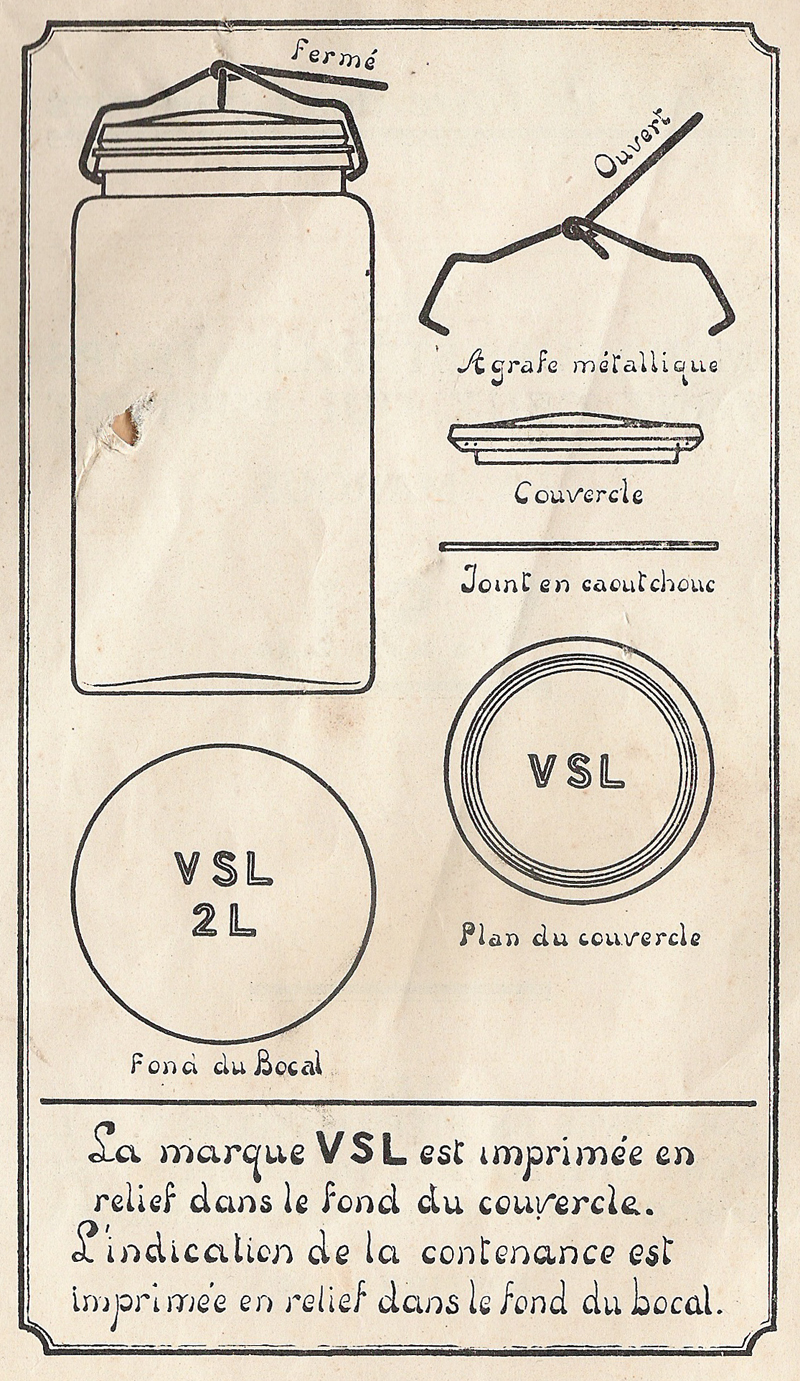
Description des bocaux de la fabrique du Val Saint-Lambert, généralement utilisés en Belgique.

La popularisation du traitement thermique a pour conséquence le développement de l’industrie des stérilisateurs, de la verrerie et des boites métalliques, ainsi que la publication de nombreux livres et plaquettes, traitant de la conservation des denrées par les particuliers. Dans les années 1930, l’ingénieur Paul Mougin indique dans la préface d’un ouvrage, annoncé comme le premier « livre complet traitant de la fabrication des conserves familiales », que 9 millions de Français sur les 12 recensés se livrent à la fabrication de conserves et que les 3⁄4 d’entre eux le font « par les moyens les plus primitifs, sans savoir exactement ce qu’ils font ». Il affirme que chaque année des milliers de Français meurent par l’ingestion de denrées alimentaires préparées de cette façon.
À la maison, les particuliers vont peu à peu prendre l’habitude d’utiliser les bocaux spécialement conçus pour la conservation, et généralement des bocaux en verre avec des couvercles de la même matière, articulés entre eux par une agrafe en métal zingué, l’étanchéité étant assurée par un anneau en caoutchouc sur la languette duquel il faut tirer, tout en appuyant sur le couvercle, pour ouvrir ce bocal appelé également « stérilisateur ».
Le chauffage des bocaux, qui vont d’un quart de litre à cinq litres, se fait soit en simple casserole d’acier inoxydable, d’aluminium ou de tôle émaillée, soit en autocuiseur, soit au four à gaz, soit au four électrique ; une autre méthode consiste à utiliser un « Stérivite », raccordé à une bouilloire ou à une cafetière, pour injecter de la vapeur dans le bocal,.
Les aliments ainsi conservés peuvent être, au départ, crus, blanchis, rôtis ou étuvés, mais les réceptaires proposent aussi de conserver de cette manière des mets cuisinés comme la blanquette de veau, le veau Marengo, la viande de mouton aux haricots verts, le pâté de foie, la gelée de viande, le canard à l’orange, les quenelles de volaille, les tripes à la mode de Caen, le cassoulet, etc., et même le boudin noir.
Dans l’industrie, les bocaux en verre avec couvercle de métal sont de moins en moins utilisés à la fin du XXe siècle pour les conserves de viande, en raison de leur fragilité. La préférence est donnée à des contenants, souples ou rigides, en matière synthétique ou en métal.
Les matières synthétiques sont le polyester (utilisé pour les saucisses de Francfort en saumure ou les mets « prêts-à-manger ») ou des films laminés de polyester et polyéthylène ou de polyamide et polyéthylène, permettant la fabrication de récipients relativement rigides, généralement par emboutissage.
Les boites métalliques, généralement cylindriques ou parallélépipédiques, sont habituellement en fer blanc ou en aluminium, et le sertissage des différentes parties doit être parfaitement réalisé pour assurer l’étanchéité, sous peine de voir l’aliment connaitre une nouvelle contamination par la microflore de l’environnement.

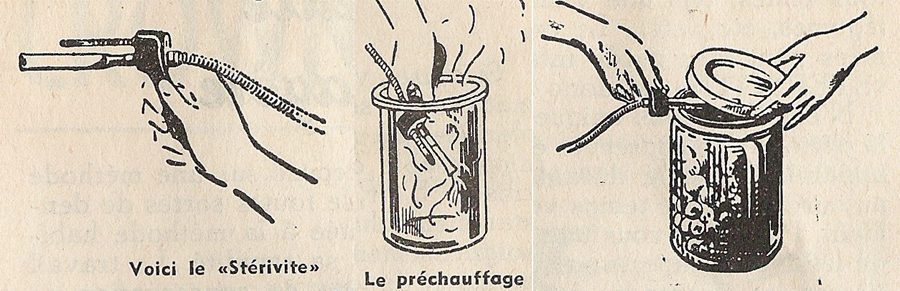
Mode d’utilisation du Stérivite.

### Toxicité
La mauvaise conservation des aliments peut être due à :
- un défaut d'hygiène lors de la préparation, une mauvaise fabrication du contenant ou une mauvaise application du procédé de conservation (sous-stérilisation par exemple), d'une conserve ou d'une boite de conserve, peuvent être source de botulisme, éventuellement mortel. Une épidémie de fièvre typhoïde, qui a touché quatre-cents personnes en 1964, en Écosse, a été attribuée, par exemple, à un défaut de scellement de boites de corned-beef stérilisées, produites en Amérique du Sud. L’eau qui avait servi au refroidissement des récipients n’était pas chlorée et le vide créé lors du refroidissement a aspiré des bacilles d’Eberth présents dans cette eau[10] ;
- les métaux utilisés ou des substances indésirables, comme des métaux lourds peuvent migrer vers le produit. En particulier, la présence de plomb comme contaminant des soudures de la boite métallique, facilement corrodé par l'acidité des denrées conservées (tomates par exemple), peut être source de saturnisme. Des études faites au Nigéria ont montré qu'en 2006 la plupart des conserves vendues dans ce pays (dont des boissons en boites) contenaient des taux de plomb et/ou de cadmium dépassant les normes de l'EPA aux États-Unis et posant des problèmes de santé publique (pour 50 produits analysés, 85,71 % dépassaient le seuil-EPA pour le cadmium et 82,7 % pour les conserves non métalliques[11] et 100 % des aliments, ou boissons en boite métallique, contenaient trop de plomb, alors que le seuil-EPA n'était dépassé que pour 82,7 % des aliments vendus dans des contenants non métalliques, tels que bouteilles ou plastique)[11], fait qui n'était pas apparu lors d'analyses faites en 1999[12].

Pour limiter le risque de contamination à partir du métal, l'intérieur des cans et boites de conserve est couvert d'un vernis, mais la Food and Drug Administration (FDA) qui avait initialement statué, en 2008, que le bisphénol A (BPA), utilisé dans les revêtements intérieurs de nombreuses conserves, était absolument sans danger, a depuis modéré cet avis, sur la base de nouvelles études concluant à « des effets potentiels sur le cerveau et sur la prostate des bébés et des fœtus ». La FDA encourage actuellement l'initiative des industriels américains de ne plus utiliser de BPA dans les contenants d'aliments pour bébés et souhaite que le BPA ne soit plus utilisé dans les revêtements intérieurs de boîtes de conserve. Depuis le 1er janvier 2015, l'utilisation du bisphénol A est interdite en France.